# Голоциці
Голоциці (пол. Gołocice) — село в Польщі, у гміні Вітоня Ленчицького повіту Лодзинського воєводства.
Населення — 122 особи (2011).
У 1975-1998 роках село належало до Плоцького воєводства.

## Демографія
Демографічна структура станом на 31 березня 2011 року:
|          | Загалом | Допрацездатний вік | Працездатний вік | Постпрацездатний вік |
| -------- | ------- | ------------------ | ---------------- | -------------------- |
| Чоловіки | 61      | 9                  | 44               | 8                    |
| Жінки    | 61      | 11                 | 30               | 20                   |
| Разом    | 122     | 20                 | 74               | 28                   |